# Federico Moreno Torroba
Federico Moreno Torroba, född 3 mars 1891 i Madrid, död 12 september 1982, var en spansk kompositör.

## Verk i urval

### Zarzuela
- La mesonera de Tordesillas (1925)
- La marchenera (1928)
- Azabache (1932)
- Luisa Fernanda (1932)
- Xuanón (1933)
- La chulapona (1934)
- Maravilla (1941)
- El duende azul (1946)
- Baile en Capitanía (1960)
- Ella (1966)

### Opera
- La Virgen de Mayo (1925)
- El Poeta (1980)

### Gitarrmusik
- Aires de La Mancha (Jeringonza, Ya llega el Invierno, Caplilla, La Pastora, La Seguidilla)
- Burgalesa
- Castillos de España (Sigüenza, Manzanares el Real, Alba de Tormes, Montemayor, Alcañíz, Javier, Torija, Simancas, Zafra, Turégano, Rebada, Alcázar de Segovia, Olite, Calatrava)
- Estampas
- Madroños
- Nocturno
- Piezas características (Preámbulo, Oliveras, Melodía, Albada, Los Mayos, Panorama)
- Puertas de Madrid (Puerta de San Vicente, Puerta de Moros, Puerta de Toledo, Puerta de Alcalá, Puerta del Ángel, Puerta Cerrada, Puerta de Hierro)
- Rafagas
- Serenata Burlesca
- Siete Piezas de Álbum (Chisperada, Rumor de Copla, Minueto del Majo, ¡Ay, Malagueña!, Aire Vasco, Segoviana, Bolero Menorquín)
- Sonata-Fantasía
- Sonatina i A-dur
- Sonatina y variación
- Suite castellana (Fandanguillo, Arada, Danza)
- Suite miniatura (Llamada, Tremolo, Vals, Divertimento)